# Filippo Grandi
Filippo Grandi (Milaan, 30 maart 1957) is een Italiaans diplomaat en functionaris van de Verenigde Naties. Hij was eerder Commissaris-generaal van het Verenigde Naties Agentschap voor Hulp aan Palestijnse Vluchtelingen (UNRWA) en plaatsvervangend speciaal vertegenwoordiger van de Verenigde Naties voor Afghanistan.

## Onderwijs
Filippo Grandi studeerde in 1981 af met een graad in moderne geschiedenis aan de Universiteit van Milaan en in 1987 met een bachelor in filosofie aan de Gregoriaanse Universiteit in Rome.

## Carrière
Filippo Grandi begon zijn carrière in het kantoor van de Hoge Commissaris voor de Vluchtelingen van de Verenigde Naties (UNHCR) in 1988 en heeft gediend in verschillende landen, waaronder Soedan, Syrië, Turkije en Irak na de eerste Golfoorlog. Hij leidde ook een aantal noodoperaties, waaronder in Kenia, Benin, Ghana, Liberia, het Gebied van de Grote Meren in Centraal-Afrika, Jemen en Afghanistan. Tussen 1996 en 1997 was hij veldcoördinator voor UNHCR en humanitaire activiteiten van de Verenigde Naties in de Democratische Republiek Congo tijdens de burgeroorlog. Van 1997 tot 2001 werkte hij in het uitvoerend bureau van de UNHCR in Genève, als speciaal assistent en vervolgens stafchef. Van 2001 tot 2004 was hij hoofd van de missie van de UNHCR.

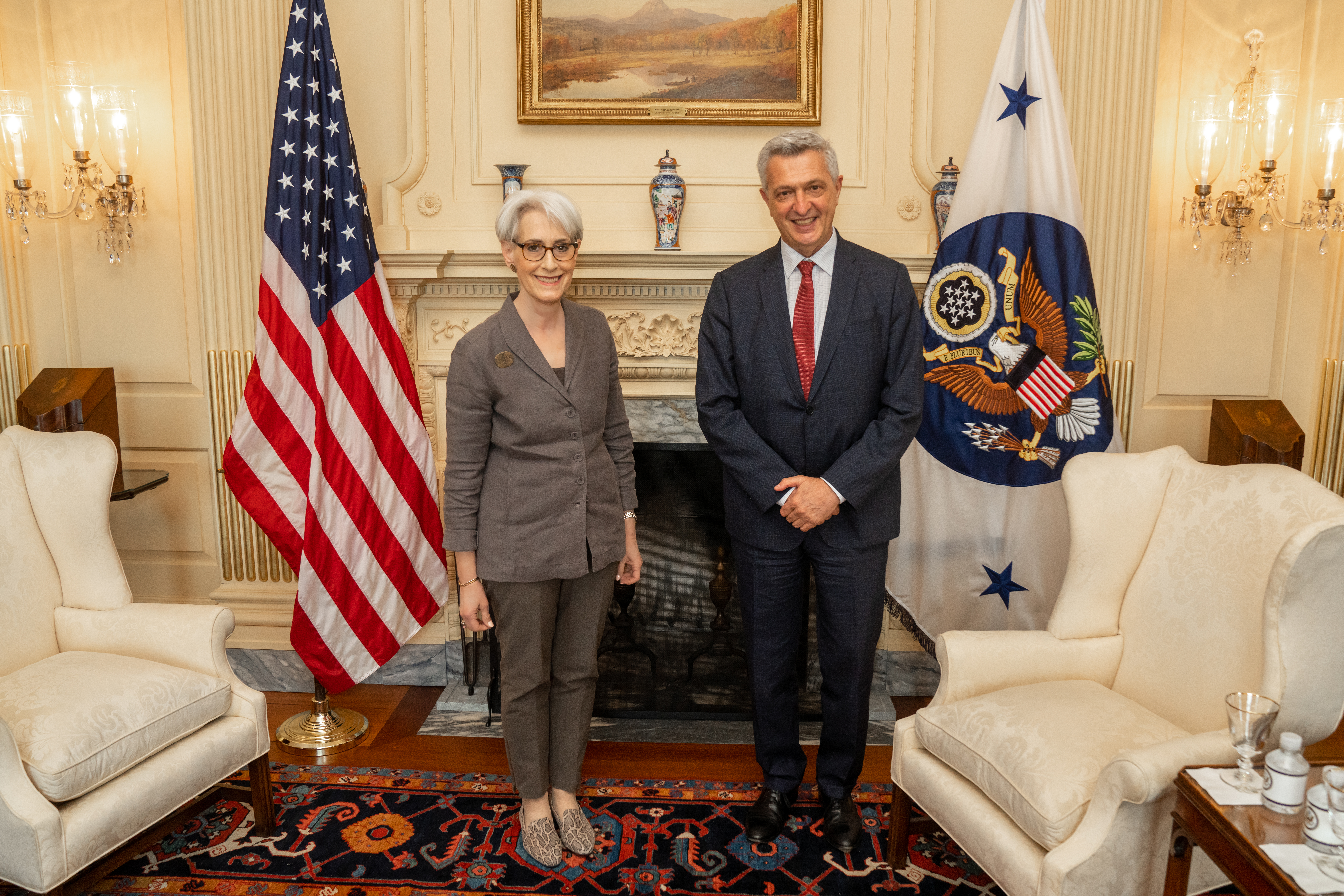
Grandi ontmoet de Amerikaanse onderminister van Buitenlandse Zaken Wendy Sherman op het Amerikaanse ministerie van Buitenlandse Zaken in Washington, D.C. op 8 juni 2021.

Hij stapte vervolgens in 2004 over naar de Bijstandsmissie van de Verenigde Naties in Afghanistan (UNAMA), waar hij van 2004 tot 2005 plaatsvervangend speciaal vertegenwoordiger was van de secretaris-generaal die verantwoordelijk was voor politieke zaken. In 2005 stapte hij over naar UNRWA, eerst als adjunct-commissaris-generaal en vervolgens van januari 2010 als commissaris-generaal tot 29 maart 2014.
Op 11 november 2015 kondigde VN-secretaris-generaal Ban Ki-moon zijn voornemen aan om Grandi te benoemen tot de volgende Hoge Commissaris van de Verenigde Naties voor vluchtelingen die in 2016 aantreedt. Op 23 november 2020 heeft de Algemene Vergadering van de Verenigde Naties Grandi herkozen voor een extra mandaat van 2,5 jaar als Hoge Commissaris voor vluchtelingen.
Sinds 2019 is Grandi lid van de World Economic Forum High-Level Group on Humanitarian Investing, mede voorgezeten door Børge Brende, Kristalina Georgieva en Peter Maurer.

## Andere activiteiten
- Gezamenlijk programma van de Verenigde Naties inzake HIV/AIDS (UNAIDS), ambtshalve lid van het Comité van co-sponsororganisaties (sinds 2016)[7]
- International Gender Champions (IGC), lid[8]
- Paris School of International Affairs (PSIA), lid van het Strategisch Comité[9]
- World Economic Forum (WEF), lid van de Global Future Council on the Future of the Humanitarian System[10]